# Laena reitteri
Laena reitteri – gatunek chrząszcza z rodziny czarnuchowatych i podrodziny omiękowatych. Zamieszkuje góry Europy.

## Taksonomia
Gatunek ten opisany został po raz pierwszy w 1877 roku przez Juliusa Weise w publikacji współautorstwa Edmunda Reittera wydanej na łamach „Verhandlungen des Naturforschenden Vereins in Brünn”. Epitet gatunkowy nadano na cześć drugiego z wymienionych koleopterologów.

## Morfologia
Chrząszcz o ciele długości od 4,5 do 6,5 mm. Ubarwienie ma brązowe do brunatnego z żółtobrunatnymi odnóżami. Oskórek jest lśniący, porośnięty drobnymi, rozproszonymi, jasnymi szczecinkami.  
Głowa ma małe, niewykrojone oczy, oddzielony od czoła dobrze wygraniczonym wgłębieniem nadustek, zaokrąglone i guzowato wypukłe policzki i parę wyraźnych dołków bocznych przy nasadach czułków. Same czułki są nieco dłuższe niż głowa i przedplecze razem wzięte, o członach od czwartego do dziesiątego nieznacznie dłuższych niż szerszych, a członie jedenastym (ostatnim) kulistym i większym od pozostałych. Głaszczki szczękowe mają ostatni z członów mały i trójkątnie rozszerzony.
Przedplecze jest wyraźnie szersze od głowy, dłuższe niż szerokie, w zarysie nieco sercowate, u podstawy najwęższe i wyraźnie ku głowie rozszerzone łukowato. Krawędzie boczne obrzeżone są drobnymi listewkami, tylna zaś nie ma obrzeżenia. Powierzchnię ma punktowaną rzadziej niż głowa, czasem z zaznaczoną w części tylnej linią środkową. Tarczka jest bardzo drobna lub nie widać jej wcale. Pokrywy są przy szwie nieco wypłaszczone, najszersze w połowie długości, pozbawione kątów barkowych i stromo w okolicy barkowej opadające. Rzędy są wgłębione i opatrzone dużymi, zachodzącymi na krawędzie międzyrzędów punktami, natomiast międzyrzędy są słabo wypukłe, każdy z pojedynczym szeregiem punktów i włosków. Skrzydła tylnej pary uległy skróceniu. Odnóża charakteryzują się gładkimi i bezzębnymi udami oraz smukłymi goleniami. U samca stopy przedniej pary mają człony od pierwszego do czwartego rozszerzone, u samicy cechy tej brak.

## Biologia i ekologia
Owad związany z dobrze zachowanymi lasami, zwłaszcza bukowymi i dębowymi. Występuje głównie w górach i na pogórzach, sporadycznie na nizinach. Chętnie wybiera pobrzeża lasów na stokach o południowej ekspozycji. Mykofagiczny gatunek saproksyliczny, związany zarówno z drzewami liściastymi, jak i iglastymi. Bytuje w butwiejącym drewnie pni i pniaków, pod leżącymi kłodami, w stertach murszejących gałęzi, w dziuplach, próchnowiskach i pod odstającą korą starych drzew, wśród mchów, pod kamieniami i gromadzącym się przy drzewach opadłym listowiem. Osobniki dorosłe wykazują aktywność zmierzchową.

## Rozprzestrzenienie i zagrożenie
Gatunek palearktyczny, europejski, rozmieszczony w łuku Karpat, Mecseku, Alpach i niektórych górach północnych Bałkanów. Znany jest z Polski, Czech, Słowacji, Austrii, Węgier, Ukrainy, Rumunii, Bułgarii, Słowenii, Chorwacji oraz Bośni i Hercegowiny. 
W Polsce jest jedynym przedstawicielem rodzaju; podawany jest z Beskidów i Bieszczadów z pojedynczym doniesieniem z Niziny Sandomierskiej. Na „Czerwonej liście zwierząt ginących i zagrożonych w Polsce” umieszczony został jako gatunek zagrożony o niedostatecznie rozpoznanym statusie (DD).
Na „Czerwonej liście gatunków zagrożonych Republiki Czeskiej” umieszczony jest jako gatunek krytycznie zagrożony wymarciem (CR). Na początku XXI wieku uznawano go wręcz za wymarłego w tym kraju, jednak w drugiej dekadzie tegoż stulecia odnaleziony został ponownie w okolicach Tišic.
Na Słowacji gatunek ten ograniczony jest do wschodniej części kraju. Wykazany został tam z Busovu, Gór Slańskich, Zemplínskich vrchów i Wyhorlatu.